# Please Bring Me Back
"Please Bring Me Back" er en sang skrevet af det danske elektro-rock-band Dúné. Det er fjerde single fra gruppens andet studiealbum Enter Metropolis fra 2009. Let Go Of Your Love udkom som single den 12. januar 2010. Selve albummet blev udgivet i Europa den 14. august samme år, mens det blev tilgængelig i Danmark den 29. august. B-siden på singlen indeholder nummeret "Remember", som er et bonusnummer på studiealbummet.
Sangen er et af de mere rolige på pladen, og er skrevet som en hyldets til bandets oprindelige hjemby Skive. Flere gange har Dúné fremført nummeret til live koncerter i selskab med et 4-personers stryger ensemble.

## Produktion
Sangen blev ligesom resten af Enter Metropolis indspillet i Hansen Studios i Ribe.

### Personel

#### Musikere
- Sang: Mattias Kolstrup
- Kor: Cecilie Dyrberg, Ole Björn og Piotrek Wasilewski
- Keyboards: Ole Björn Sørensen
- Synthesizer: Cecilie Dyrberg, Ole Björn og Mark Wills
- Guitar: Cecilie Dyrberg, Danny Jungslund og Simon Troelsgaard
- Bas: Piotrek Wasilewski
- Synthesizer bas: Piotrek Wasilewski
- Trommer: Malte Aarup-Sørensen
- Percussion: Malte Aarup-Sørensen
- Strengeinstrumenter: Hamburg Studio Strings

#### Produktion
- Producer: Mark Wills, Dan Hougesen og Dúné.
- Programmering: Ole Björn Sørensen, Cecilie Dyrberg og Mark Wills
- Komponist: Mattias Kolstrup, Ole Björn Sørensen, Cecilie Dyrberg, Danny Jungslund, Simon Troelsgaard, Piotrek Wasilewski og Malte Aarup-Sørensen
- Tekst/forfatter: Mattias Kolstrup[3]